# Immunosupressió
La immunosupressió són diverses tècniques mèdiques emprades per a inhibir l'activitat del sistema immunitari mitjançant fàrmacs (antimetabòlits o immunosupressors), irradiació o sèrum antilimfocitari.
Quan una persona rep medicaments immunosupressors o té el seu sistema immunitari afeblit per altres raons (per exemple per la quimioteràpia) es diu que està immunodeprimida (en anglès, immunocompromised).

La immunosupressió s'usa per a prevenir el rebuig d'un òrgan trasplantat i per al tractament de malalties autoimmunitàries com ara l'artritis reumatoide, la colitis ulcerosa o el lupus sistèmic eritematós.